# Sedlec (okres Břeclav)
Obec Sedlec (něm. Voitelsbrunn) se nachází v okrese Břeclav v Jihomoravském kraji. Žije zde 851 obyvatel. Jedná se o vinařskou obec v Mikulovské vinařské podoblasti (viniční tratě Nad Nesytem, U Ovčárny, Sedlecko, Štabery, U Třešňové aleje, Stolová hora, Zátiší-Hliník, Kotel).

## Název
Původní jméno vsi Voitelsbrunn je pravděpodobně smíšeně česko-německé; v první části je obsaženo osobní jméno Bojata (což byla domácká podoba některého jména začínajícího na Boj-, například Bojslav nebo Bojmír), ve druhé části německé Brunn ("studna"). Od konce 19. století se začalo používat Sedlec, což vychází ze staročeské zdrobněliny (sedlcě) od sedlo ("bydliště, dvorec, ves").

## Historie
První písemná zmínka o obci pochází z roku 1305. Část katastru obce jižně od původního nezregulovaného toku potoka Včelínek a rybníka Nesyt (dnes část obce zvaná Sedlec-kolonie) patřila do roku 1920 v rámci Valticka k Dolnímu Rakousku. Téměř celá tato část zde tvořila součást původního katastru tehdejší obce Steinebrunn (dnes je tato vesnice součástí obce Drasenhofen), zbytek náležel k původnímu katastru tehdejší obce Úvaly u Valtic (dnes součást Valtic).

## Obyvatelstvo
V obci k počátku roku 2016 žilo celkem 860  obyvatel. Z nich bylo 438  mužů a 422 žen. Průměrný věk obyvatel obce dosahoval 43,3 let. Dle Sčítání lidu, domů a bytů provedeném v roce 2011, kdy v obci žilo 837  lidí. Nejvíce z nich bylo (14,9 %) obyvatel ve věku od 30 do 39  let. Děti do 14 let věku tvořily 14,5 % obyvatel a senioři nad 70 let úhrnem 8,7 %. Z celkem 716  občanů obce starších 15 let mělo vzdělání 38,7 % střední vč. vyučení (bez maturity). Počet vysokoškoláků dosahoval 3,6 % a bez vzdělání bylo naopak 1,1 % obyvatel. Z cenzu dále vyplývá, že ve městě žilo 387 ekonomicky aktivních občanů. Celkem 83,5 % z nich se řadilo mezi zaměstnané, z nichž 65,6 % patřilo mezi zaměstnance, 1,3 % k zaměstnavatelům a zbytek pracoval na vlastní účet. Oproti tomu celých 47 % občanů nebylo ekonomicky aktivní (to jsou například nepracující důchodci či žáci, studenti nebo učni) a zbytek svou ekonomickou aktivitu uvést nechtěl. Úhrnem 352 obyvatel obce (což je 42,1 %), se hlásilo k české národnosti. Dále 191 obyvatel bylo Moravanů a 24 Slováků. Celých 229 obyvatel obce však svou národnost neuvedlo.

### Struktura
Vývoj počtu obyvatel za celou obec i za jeho jednotlivé části uvádí tabulka níže, ve které se zobrazuje i příslušnost jednotlivých částí k obci či následné odtržení.
| Místní části   | Místní části | 1869 | 1880 | 1890 | 1900 | 1910 | 1921 | 1930 | 1950 | 1961 | 1970 | 1980 | 1991 | 2001 | 2011 |
| -------------- | ------------ | ---- | ---- | ---- | ---- | ---- | ---- | ---- | ---- | ---- | ---- | ---- | ---- | ---- | ---- |
| Počet obyvatel | část Sedlec  | 893  | 969  | 1000 | 1035 | 1035 | 1146 | 1151 | 803  | 922  | 867  | 881  | 807  | 806  | 837  |
| Počet domů     | část Sedlec  | 178  | 188  | 200  | 217  | 240  | 246  | 282  | 199  | 211  | 222  | 246  | 268  | 273  | 290  |

### Náboženský život
Obec je sídlem římskokatolické farnosti Sedlec u Mikulova. Ta je součástí mikulovského děkanství brněnské diecéze v moravské provincii. Při censu prováděném v roce 2011 se 160 obyvatel obce (19%) označilo za věřící. Z tohoto počtu se 100 hlásilo k církvi či náboženské obci, a sice 67 obyvatel k římskokatolické církvi (8% ze všech obyvatel obce), dále 1 k pravoslavné a 2 k českobratrským evangelíkům. Úhrnem 341 obyvatel se označilo bez náboženské víry a 336 lidí odmítlo na otázku své náboženské víry odpovědět.

## Pamětihodnosti
- Kostel svatého Víta
- Socha svatého Jana Nepomuckého
- Letohrádek Portz
- Městské lázně sirné
- Sýpka

## Galerie

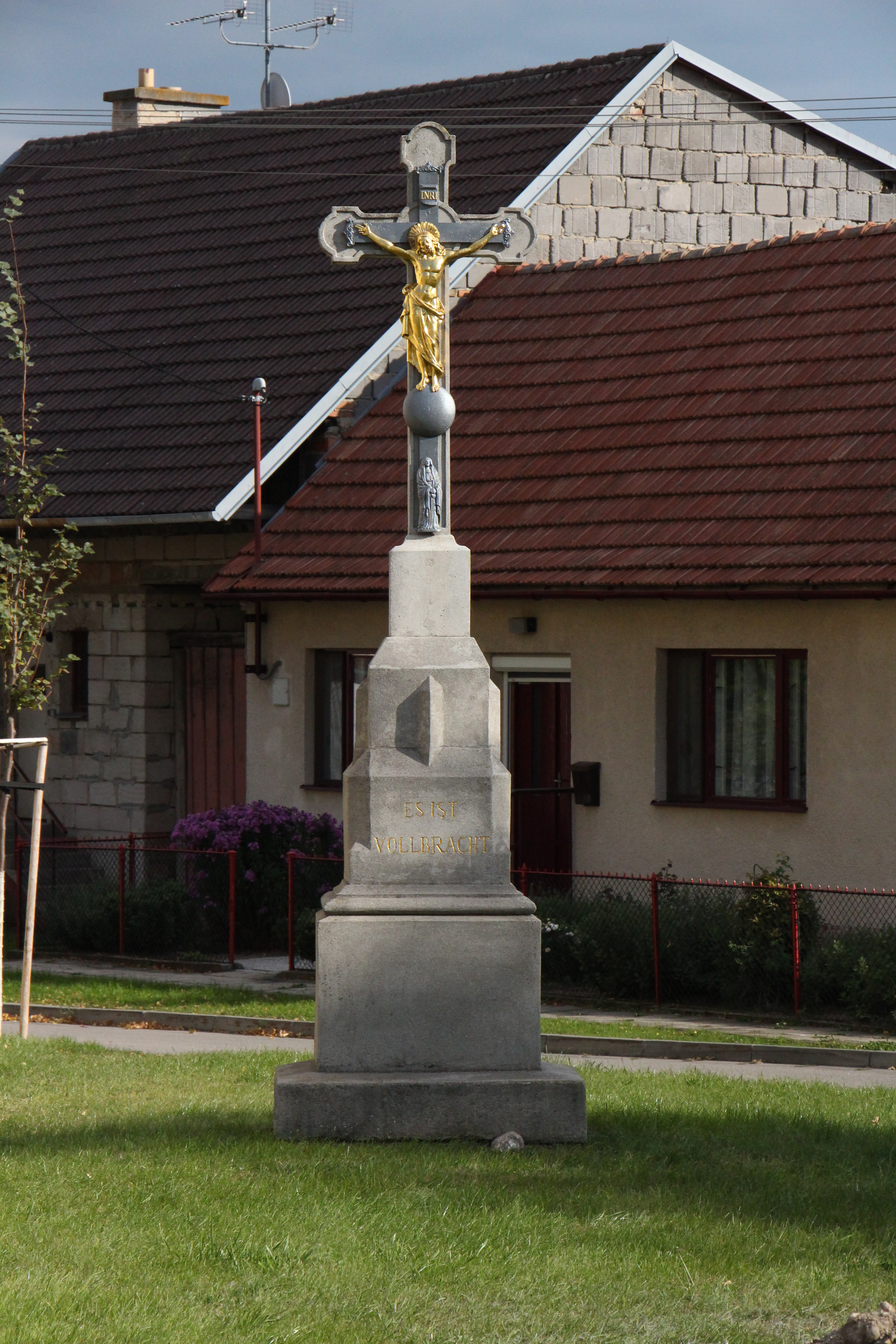
Kříž u kostela
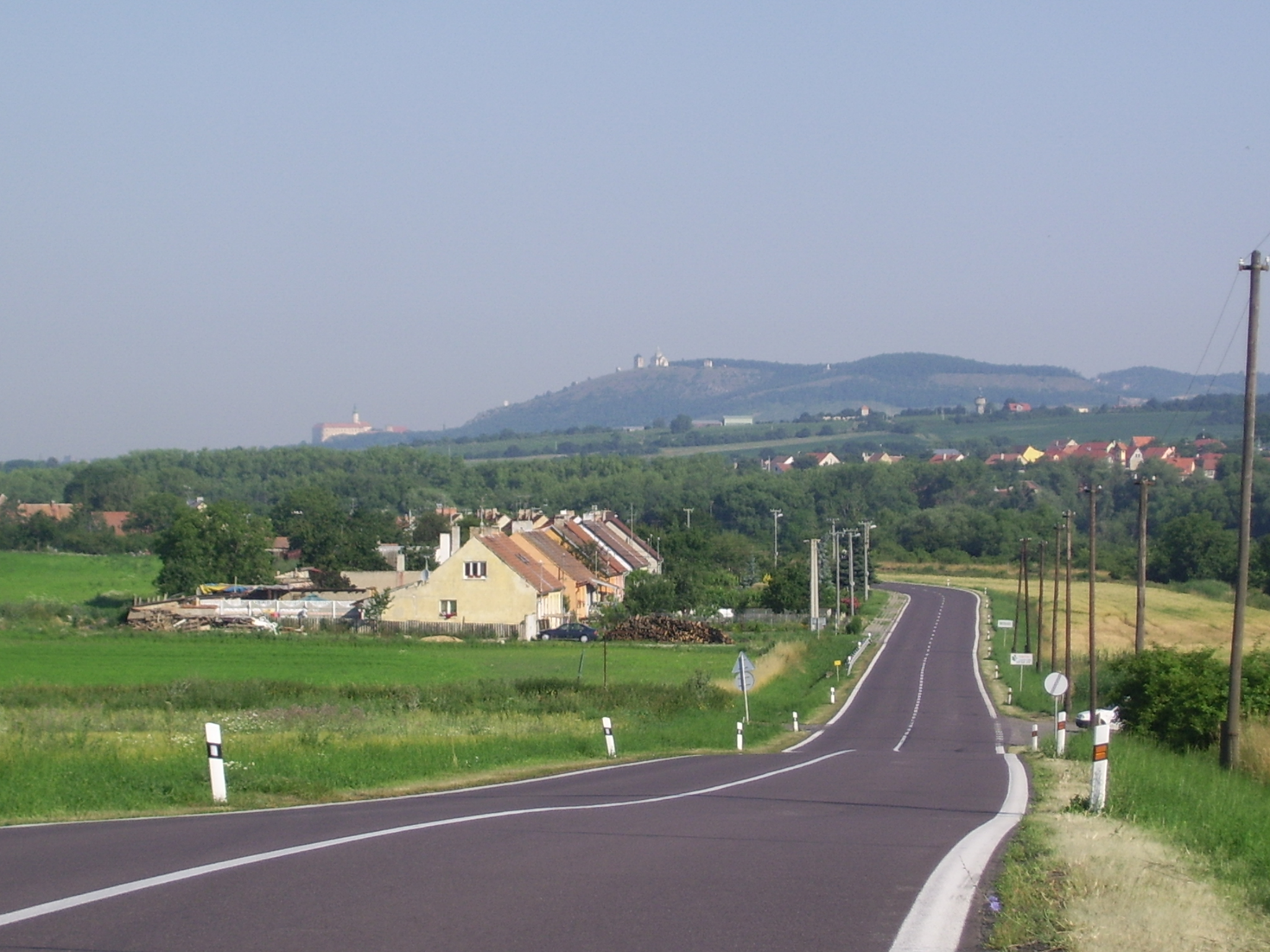
Silnice k Mikulovu
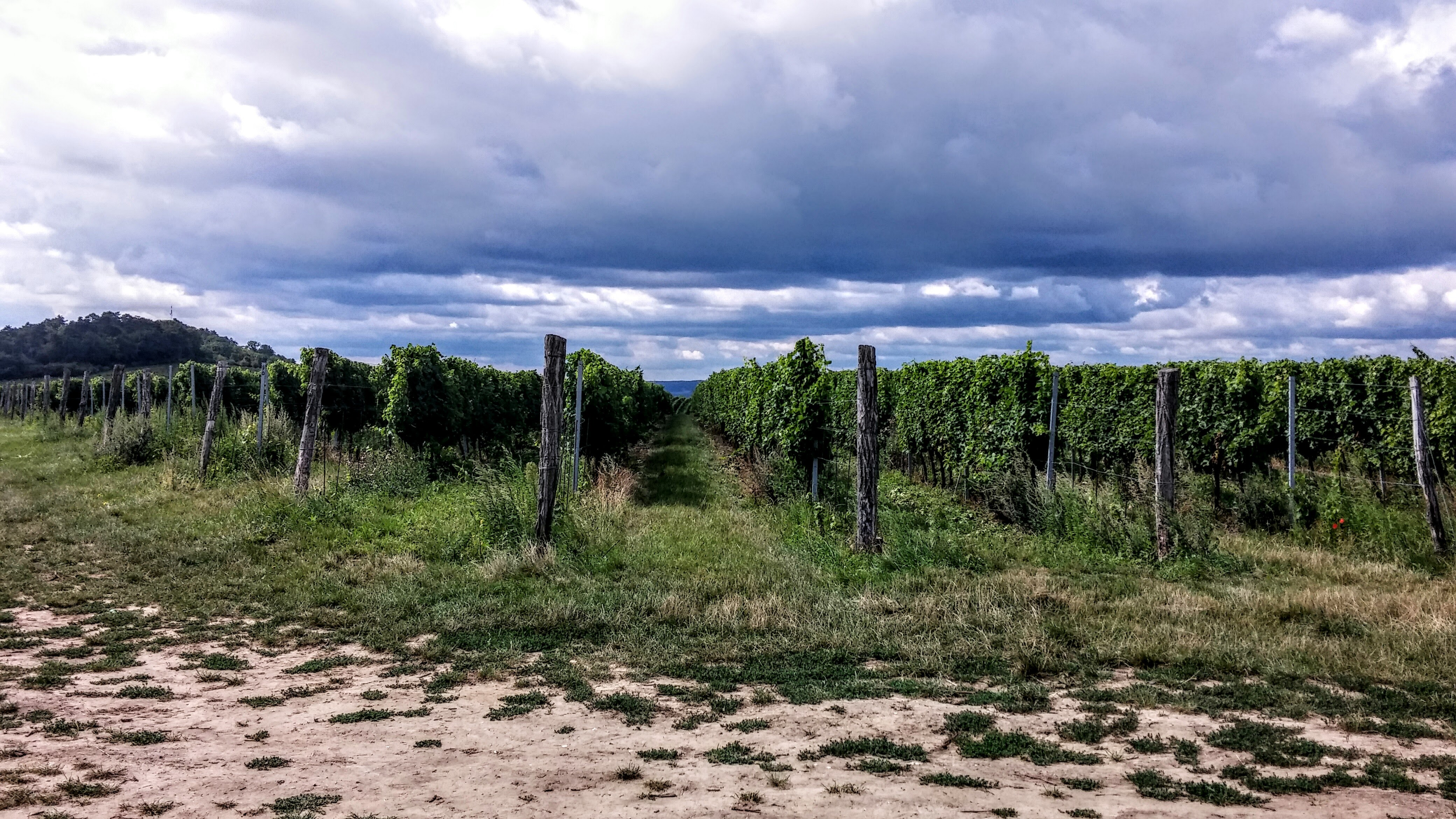
Vinohrady
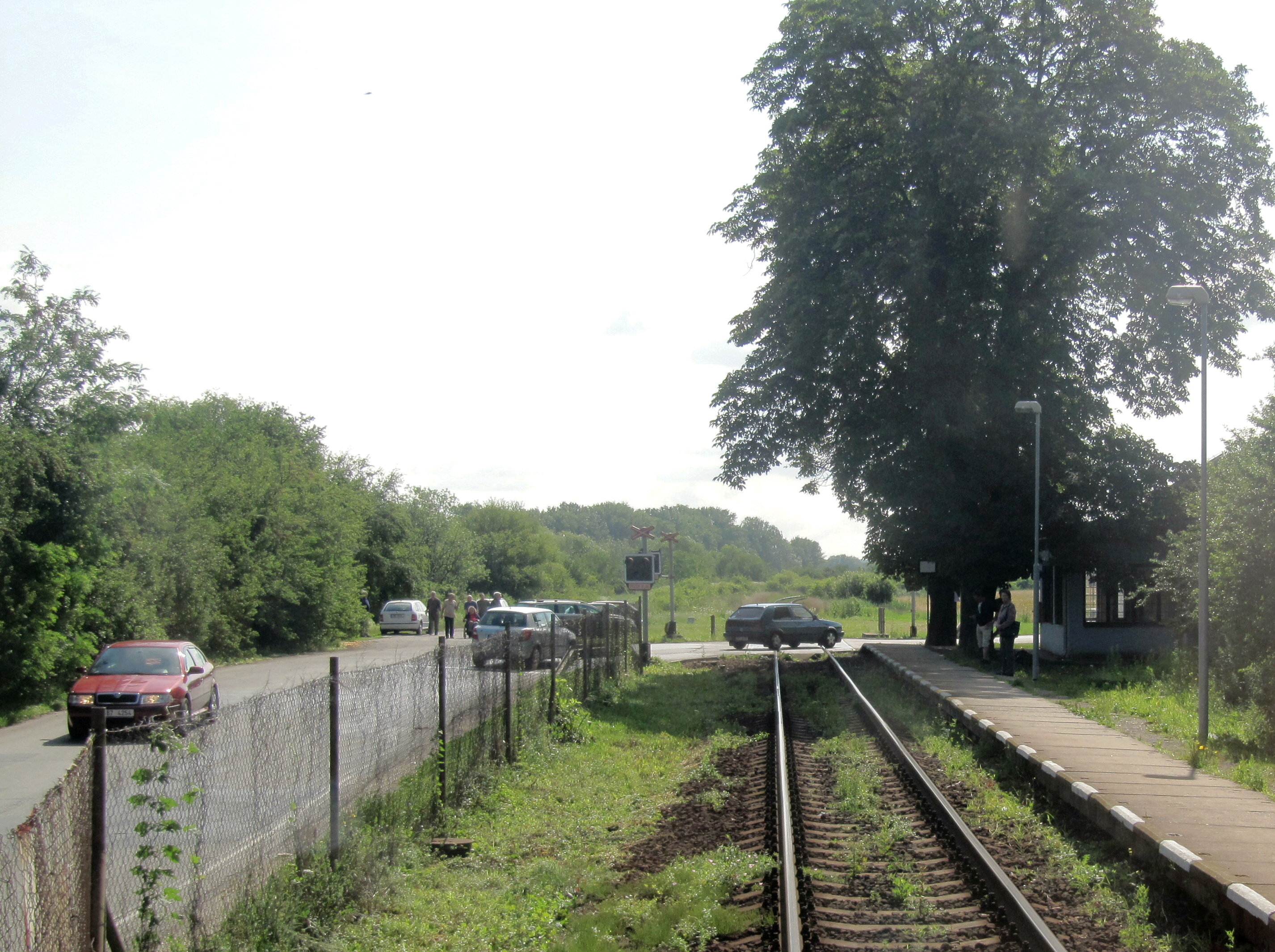
Železniční zastávka